# فيكتور برومر
فيكتور بريجنر برومر (ولد في 20 أبريل 1993، في آرهوس) هو سباح دنماركي تخصص في أسلوب الفراشة، فاز في بطولة أوروبا للرياضات المائية 2014 في سباق 200 متر فراشة رجال في بطولة أوروبا للرياضات المائية 2014 بزمن قدره دقيقة و55.29 ثانية، وهو رقم قياسي جديد. شارك في دورة الألعاب الأولمبية الصيفية 2016 مع الفريق الدنماركي، حيث حقق المركز السادس في سباق 200 متر فراشة. وفي بطولة العالم 2017، حقق المركز السابع.
النجاحات
في بطولة أوروبا للسباحة في برلين 2014، فاز بزمن قدره دقيقة و55.29 ثانية، متقدمًا على المجري بينس بيتشو (دقيقة و55.62 ثانية) والبولندي باول كورزينيوفسكي (دقيقة و55.74 ثانية). وفي بطولة أوروبا للسباحة في الأحواض القصيرة في شارتر، فرنسا، حل ثانيًا خلف لازلو تشيه (دقيقة و52.11 ثانية) بزمن قدره دقيقة و53.38 ثانية، متقدمًا على الهولندي يوري فيرليندن (دقيقة و53.47 ثانية) في المركز الثالث.
في بطولة العالم 2015 في كازان، كان عليه أن يكتفي بالمركز الخامس في مسافة تخصصه في 1:54.66 دقيقة، خلف تشيه (1:53.48)، وتشاد لو كلو (1:53.68)، ويان سويتكوفسكي (1:54.10)، وماساتو ساكاي (1:54.24).
شاركت في دورة الألعاب الأولمبية الصيفية 2016 في ريو دي جانيرو، البرازيل وحصلت على المركز السادس في سباق 200 متر فراشة.

## الإنجازات

### البطولات الأوروبية
المجرى الطويل
- بطولة أوروبا 2014 في برلين ( ألمانيا):
  - () ميدالية ذهبية في سباق الفراشة 200 متر
- بطولة أوروبا 2016 في لندن ( المملكة المتحدة):
  - () ميدالية فضية في سباق الفراشة 200 متر

المجرى القصير
- بطولة بطولة أوروبا للسباحة القصيرة 2012 في شارتر ( فرنسا):
  - () ميدالية فضية في سباحة فراشة (200 متر)
- بطولة أوروبا للسباحة القصيرة 2015 في نتانيا ( إسرائيل):
  - ميداليتان فضيتان () في سباحة الفراشة (200 متر)